# بريت هيوم
بريت هيوم (بالإنجليزية: Brit Hume)‏ هو صحفي أمريكي، ولد في 22 يونيو 1943 في واشنطن العاصمة في الولايات المتحدة.

## وصلات خارجية
- بريت هيوم على موقع IMDb (الإنجليزية)
- بريت هيوم على موقع إن إن دي بي (الإنجليزية)